# Klebsiella pneumoniae

Partes de cuerpo que afecta la bacteria.

Klebsiella pneumoniae es la especie de mayor relevancia clínica dentro del género bacteriano Klebsiella, compuesto por bacterias Gram negativas de la familia Enterobacteriaceae, que desempeñan un importante papel como causa de las enfermedades infecciosas oportunistas. El género fue llamado así en honor a Edwin Klebs, un microbiólogo alemán de finales del siglo XIX. 

El bacilo ahora conocido como Klebsiella pneumoniae también fue descrito por Karl Friedländer, y durante muchos años se conoció como el «bacilo de Friedländer».
Son bacterias gram negativas, la asimilación y la fermentación de la lactosa se puede observar en el agar MacConkey donde las colonias son de color rosado y en el medio Kliger o TSI donde son Ácido/Ácido, es decir fermentador de la lactosa más producción de gas; y en la fermentación acetónica o prueba de Voges Proskauer son positivos. Por último, sus condiciones óptimas de cultivo son en agar nutritivo a 37 °C, pH de 7.0, presión osmótica de 1 atm.

## Cuadros clínicos
Klebsiella pneumoniae, dentro de este género bacteriano, está implicada principalmente en infecciones nosocomiales. Es el agente causal de infecciones del tracto urinario, neumonías, sepsis, infecciones de tejidos blandos, e infecciones de herida quirúrgica. Son especialmente susceptibles los pacientes ingresados en unidades de cuidados intensivos, neonatos,  pacientes con EPOC, diabetes mellitus o alcohólicos.
Causa alrededor del 1% de las neumonías bacterianas y puede causar condensación hemorrágica extensa del pulmón. Además, en ocasiones provoca infección del aparato urinario y bacteriemia a partir de lesiones focales en pacientes debilitados que puede terminar con la vida del paciente. Algunas de las complicaciones más frecuentes son el absceso pulmonar y el empiema.
También suele encontrarse en las infecciones de la toracotomía para realización de by pass o revascularización coronaria. Suele responder en estos casos al imipenem, 1 g IV cada 6 horas por 21 días + ciprofloxacina, 400 mg IV cada 12 h por 21 días, acompañado todo esto de enérgica cura diaria realizada por el cirujano cardiovascular y colocación de Intrasite Gel (hidrogel de carboximetilcelulosa) cada 2 o 3 días dentro del lecho de la herida cuando ya no hay más secreción. El cierre por segunda intención es la regla.

## Diagnóstico
El diagnóstico comienza a partir de la clínica; en los casos de neumonía, es especialmente útil el estudio radiográfico.
El diagnóstico definitivo lo obtenemos a partir del cultivo de muestras obtenidas de las mucosas del tracto respiratorio superior.

## Tratamiento
No se recomienda el uso de macrólidos, cefalosporinas de cuarta generación (exclusivamente), monobactames y
carbapenemes independientemente de la sensibilidad in vitro. Opciones de tratamiento (requieren 
demostrar sensibilidad): agentes no beta-lactamicos, sonda vesical.